# Харитонов, Даниил Сергеевич
Даниил Сергеевич Харитонов (род. 22 декабря 1998, Южно-Сахалинск) — российский пианист, композитор, вундеркинд, лауреат российских и международных конкурсов. По оценке специалистов, один из самых перспективных молодых пианистов России.

## Биография
Родился в Южно-Сахалинске, мать пианиста — скрипачка. Даниил начал проявлять выдающиеся способности к музыке в раннем возрасте. С пяти лет обучался игре на фортепиано в Новосибирске, в шесть лет поступил в ЦМШ при МГК им. П. И. Чайковского в Москве, учился в классе В. В. Пясецкого. В семилетнем возрасте впервые выступил с оркестром.
Даниил Харитонов выступал с оркестром «Новая Россия», Национальным филармоническим оркестром России, оркестром Musica Viva, Большим симфоническим оркестром им. П. И. Чайковского, Национальным симфоническим оркестром Украины, Симфоническим оркестром Московской филармонии. Регулярно выступает с Государственным камерным оркестром «Виртуозы Москвы» Владимира Спивакова. 28 декабря 2013 года впервые выступил с оркестром Мариинского театра под управлением Валерия Гергиева. Гастролировал за рубежом. В 2013 году выступил в Карнеги-холле (Нью-Йорк) в числе представителей молодой элиты мировой классической музыки и был высоко оценен американскими критиками.
Обладатель премии оркестра «Новая Россия», стипендиат Фонда Владимира Спивакова. Номинант премии «Национальная гордость России» еженедельника «Аргументы и факты».
Харитонов участвовал в престижных фестивалях «Новые имена», «Москва встречает друзей», «Владимир Спиваков приглашает…», «Звезды на Байкале», «Лики современного пианизма», «Звезды белых ночей», «В гостях у Ларисы Гергиевой», «AstanaPianoPassion», Международных фестивалях классической музыки в Анси и Кольмаре и других. На фестивале современной хореографии Context (2013 год) аккомпанировал Диане Вишнёвой, исполнявшей номер в хореографии Марсело Гомеса.
Даниил Харитонов был олимпийским факелоносцем: 6 октября 2013 года он участвовал во встрече Олимпийского огня в Москве, пронеся факел по территории Кремля и передав его балерине Диане Вишнёвой.
С 2016 года учится в лондонском Королевском колледже музыки, выступает с сольными концертами в разных странах мира.

## Участие в конкурсах
- Открытый международный конкурса пианистов и фортепианных ансамблей памяти С. В. Рахманинова (Москва, 2006) — I премия[12];
- Международный телевизионный конкурс «Щелкунчик» (Москва, 2006) — дипломант[7], приз «Самый юный участник»[4];
- Международный конкурс «Mozart-Wunderkind» (Вена, 2006) — Гран-при[5];
- II Открытый региональный конкурс молодых исполнителей «Концерт с оркестром» (Воронеж, 2008) — II премия[12];
- Международный конкурс молодых музыкантов «Новые имена» (Москва, 2008) — лауреат[13];
- Международный телевизионный конкурс «Щелкунчик» (Москва, 2010) — «Золотой щелкунчик», специальный приз телеканала «Культура»[7].
- XV Международный конкурс имени Чайковского (2015) — третья премия[14].